# یواس‌اس بالتیمور (۱۷۹۸)
یواس‌اس بالتیمور (۱۷۹۸) (به انگلیسی: USS Baltimore (1798)) یک کشتی بود که طول آن ۱۰۳٫۸ فوت (۳۱٫۶ متر) بود. این کشتی در سال ۱۷۹۸ ساخته شد.